# NGC 1675
NGC 1675 (بالألمانية: NGC 1675) الذي يرمز له بالرمز NGC 1675، في كوكبة الثور (كوكبة).